# Georg Teigl
Georg Teigl (ur. 9 lutego 1991 w Wiedniu) – austriacki piłkarz grający na pozycji obrońcy. Od 2016 roku zawodnik FC Augsburg.

## Życiorys
W czasach juniorskich trenował w SV Gablitz, FC Purkersdorf, SKN St. Pölten i Red Bull Salzburg. W latach 2011–2014 występował w pierwszym zespole Salzburga. W austriackiej Bundeslidze zagrał po raz pierwszy 16 kwietnia 2011 w wygranym 3:0 meczu ze Sturmem Graz. Do gry wszedł w 46. minucie po zastąpieniu kontuzjowanego Jakoba Jantschera. Wraz z Salzburgiem dwukrotnie zdobył mistrzostwo kraju. 14 stycznia 2014 został piłkarzem niemieckiego RB Leipzig. 1 lipca 2016 odszedł do FC Augsburg. W Bundeslidze zadebiutował 30 września 2016 w przegranym 1:2 spotkaniu z RB Leipzig. Do gry wszedł w 78. minucie, zastępując Koo Ja-cheola. Od 3 stycznia do 30 czerwca 2018 przebywał na wypożyczeniu w Eintrachcie Brunszwik.